# Scotopteryx seminigra
Scotopteryx seminigra är en fjärilsart som beskrevs av Karl Schawerda 1921. Scotopteryx seminigra ingår i släktet backmätare, och familjen mätare. Inga underarter finns listade.